# Estadística industrial
La estadística industrial es la rama de la estadística que busca implementar los procedimientos probabilísticos y estadísticos de análisis e interpretación de datos o características de un conjunto de elementos al entorno industrial, a efectos de ayudar en la toma de decisiones y en el control de los procesos industriales y organizacionales.
Pueden distinguirse tres partes:
- el estudio de las series temporales y las técnicas de previsión, y la descripción de los pasos necesarios para el establecimiento de un sistema de previsión operativo y duradero en una empresa;
- el análisis multivariante, necesario para la extracción de información de grandes cantidades de datos, una de las necesidades más apremiantes;
- el control de calidad y la fiabilidad.

- Datos: Q5848698